# Autolyse
Autolyse is een proces waarbij een cel zichzelf vernietigt. Dit is zeker bij volwassen organismen ongebruikelijk, en vindt dan ook meestal plaats bij beschadigde cellen of stervend weefsel. Autolyse vindt plaats wanneer een lysosoom toestaat dat de verterende enzymen de membranen verlaten. De cel verteert dan als het ware zichzelf. Het effect van autolyse is meestal minder in organellen die zijn gescheiden van de cel middels celfractionering. 
De term autolyse is afgeleid van de Griekse woorden auto ("zelf" of "eigen" ) en lysis ("splitsing").

## Gebruik
In de voedsel- en wijnindustrie wordt met autolyse het enzymatische proces bedoeld waarbij gist wordt afgebroken door zijn eigen enzymen. Dit geeft verschillende smaken. Bij een gistextract wordt autolyse in werking gezet met zout. 